# Castillo de Andilla

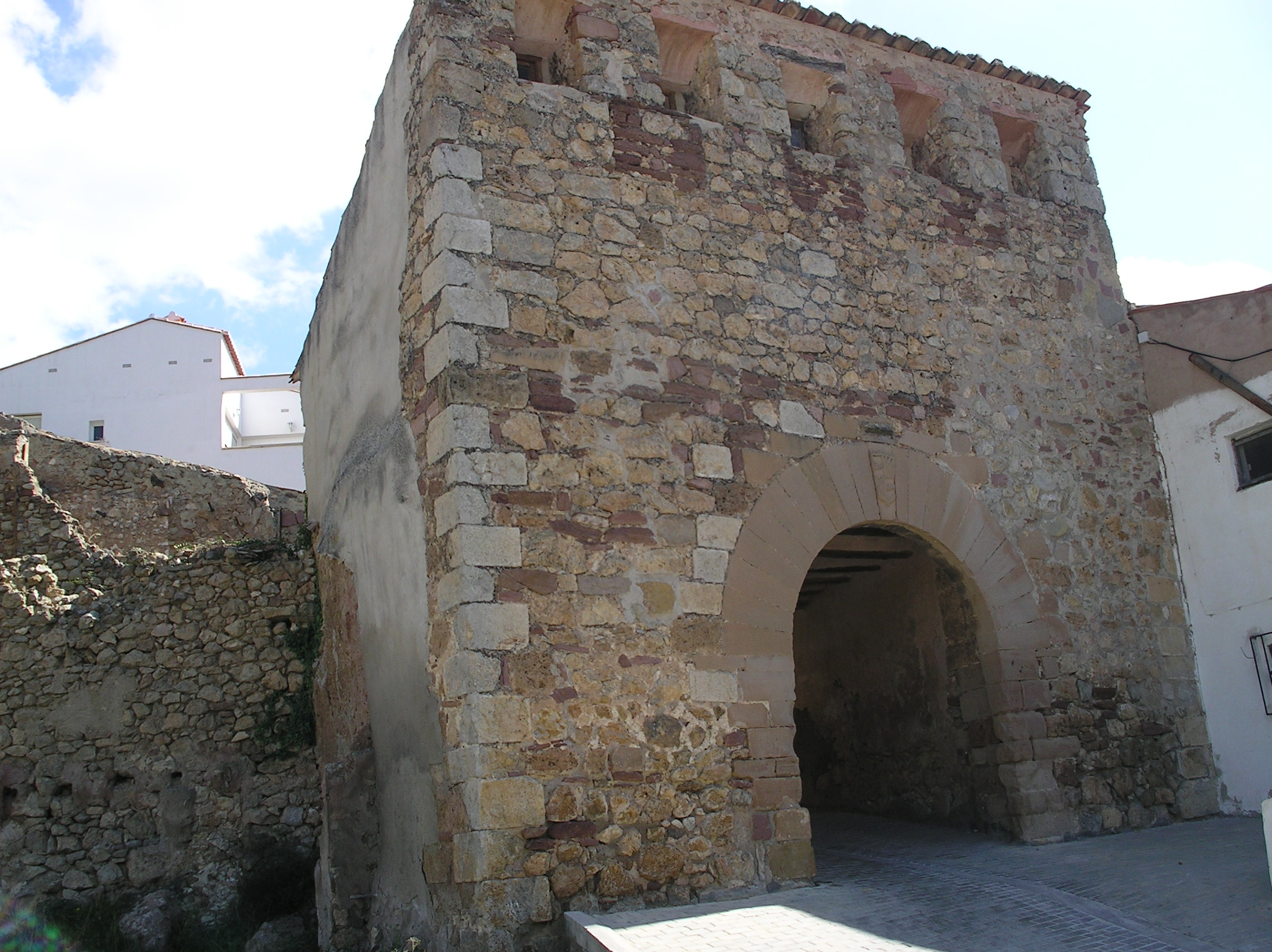
Puerta en la muralla medieval de Andilla.

Los restos del Castillo de Andilla, de origen musulmán, ocupan la cima del cerro de casi 900 metros de altura que domina la población, junto a la ermita de Santa Inés. La muralla de Andilla se encuentra en el municipio del mismo nombre, en la comarca de Los Serranos de la provincia de Valencia.
En el término municipal de Andilla se han descubierto numerosos yacimientos que prueban la ocupación humana de sus tierras de forma ininterrumpida desde el Mesolítico. La villa actual tiene su origen en el asentamiento musulmán a los pies del castillo y en la hoya de su mismo nombre.
Este castillo junto a las murallas, han sido catalogadas como bienes de interés cultural, con el código: 46.10.038-003, y  n.º anotación en el ministerio: R-I-51-0010647, con fecha 06/06/2001.

## Descripción
Andilla y su castillo fueron donados por el rey Jaime I de Aragón a Eiximen Pérez de Arenós, en escritura otorgada en Zaragoza el 27 de diciembre del año 1237, antes de la conquista de Valencia. Desde entonces el señorío ha conocido numerosos cambios de titularidad y sucesivas y distintas familias propietarias, como los Prades, los Heredia, etc., hasta llegar a los Marcilla y Santa Cruz.
El castillo se encuentra situado en el cerro que domina la población conformando su característico paisaje. Pertenece a la época medieval y todavía conserva algunas estructuras. A principios de siglo, según se dice, mantenía en pie sus tres torres, cuyos restos hoy se encuentran sobre las laderas y sobre el propio castillo. Poseía un recinto amurallado que envolvía la población; hoy subsiste una puerta bajo un torreón que se encuentra habilitado como museo. El resto de las murallas está absorbido por las viviendas que sobre ellas de adosaron.
Tuvo gran importancia a lo largo de las Guerras Carlistas tanto en el control de los pasos hacia Castellón y Teruel desde la provincia de Valencia. Pero tanto en estas guerras como en la Guerra Civil de 1936 se destruyó prácticamente la totalidad de los restos del mismo.
En 1994 en la plaza de la Muralla se llevó a cabo una actuación arqueológica en la que fue descubierto un tramo de muralla.

## Historia
La fortaleza islámica fue probablemente levantada en el siglo XI, y debió ser aprovechada por los señores feudales cristianos ya que controlaba el paso del Camino Real de Valencia a Aragón.
Posteriormente sería abandonada progresivamente, hasta que volvió a utilizarse durante las guerras civiles de los siglos XIX y XX, lo que acabó por completar su destrucción.
Poco es, pues, lo que se ha conservado de este castillo, que a principios del siglo XX aún mantenía muchas estructuras, entre ellas sus tres torres. En la actualidad sólo pueden distinguirse lienzos aislados de sus muros y otros vestigios dispersos.
Aparte de la fortificación del propio castillo, la villa de Andilla estaba protegida por murallas, las cuales han desaparecido casi por completo absorbidas por viviendas particulares. Subsiste en muy buen estado, sin embargo, un portal de esta muralla, que debió ser el principal, abierto bajo un torreón medieval del siglo XIV que alberga actualmente el Museo Arqueológico Municipal, en la parte oeste de la población. Construido en bloques de sillería, las amplias dovelas del arco de medio punto ostentan en su clave el escudo nobiliario de Manuel Díez de Vilanova, Mayordomo del rey Alfonso V el Magnánimo, y a su esposa Blanca de Calatayud..